# Замора, Бобби
Ро́берт Ле́стер (Бо́бби) Замо́ра (англ. Robert Lester (Bobby) Zamora; родился 16 января 1981, Лондон) — английский футболист тринидадского происхождения, нападающий.

## Карьера

### Клубная
Является воспитанником лондонского «Вест Хэм Юнайтед». Окончив футбольную школу «молотобойцев» Бобби не смог попасть в основной состав команды и решил перейти в «Бристоль Роверс». Первый полноценный сезон во взрослом футболе Бобби провёл в аренде, сначала его отдали в «Бат Сити», а затем в «Брайтон энд Хоув Альбион». За полгода аренды в «Брайтоне» Замора понравился руководству клуба и был выкуплен у «Бристоль Роверс» за 100 тысяч фунтов. С 2008 года, до перехода в стан «квинов», выступал за «Фулхэм», где провёл 76 игр.
В последний день зимнего трансферного окна, 31 января 2012 года перешёл в «Куинз Парк Рейнджерс». «Рейнджеры» заключили соглашение с нападающим сроком на 2,5 года. По условиям сделки «Фулхэм» получил 4,5 миллиона фунтов.
3 августа 2015 года Замора вернулся в «Брайтон энд Хоув Альбион», подписав с клубом однолетний контракт.
В декабре 2016 года заявил о завершении карьеры.